# Bag Raiders
Bag Raiders est un groupe de musique électronique australien, originaire de Sydney. Il est formé en 2006 par Jack Glass et Chris Stracey. Ils font usage du clavier, de la guitare, de la batterie, et incarnent les rôles de chanteurs, disc jockey, producteurs et remixeurs d'œuvres d'autres artistes. En 2009, ils se classent 11e de la liste des 50 meilleurs DJ australiens établie par In the Mix.
Le groupe publie son premier album, éponyme, en octobre 2010. Il atteint la 7e place des ARIA Charts et est nommé album de l'année par le J Award. La chanson de l'album Shooting Stars renouvelle la popularité du groupe sept ans après sa sortie, après avoir été utilisé en guise de mème Internet.

## Biographie

### Origines
Jack Glass et Chris Stracey, musiciens expérimentés, se rencontrent dans la salle d'entraînement de la Cranbrook School, une année avant de jouer du piano, mais à une période durant laquelle Stracey jouait du violon, de la guitare et de la clarinette. En 2005, le duo reprend contact, et commence à mixer du hip-hop à des albums de rock des années 1970. Les musiciens s'inspirent principalement de Earth, Wind and Fire, The Brothers Johnson, 808 State et Orbital,. Bag Raiders se forme par la suite en 2006.
Bag Raiders publie son premier album studio, éponyme, le 1er octobre 2010, qui se classe 7e des ARIA Charts. Le morceau, Shooting Stars, qui en est extrait, se classait déjà 18e du Triple J Hottest 100, l'année précédente, en 2009. L'année suivante, le deuxième single, Way Back Home, atteint la 46e place du même classement. Way Back Home débute à la 77e place des ARIA Charts, le 29 août 2010, et atteint la 38e des charts allemands le 6 juin 2011 après avoir été utilisé dans une publicité télévisée pour Vodafone. Un troisième single qui fait participer Dan Black, Sunlight, est diffusé sur les chaines de radio australiennes en novembre 2010. En février 2011, Sunlight atteint la 84e place des ARIA Charts.

### Shooting Stars
Bag Raiders connait le succès avec le single Shooting Stars, sorti en 2009. La chanson atteint la 62e place de l'ARIA Singles Chart, et se classe 43e de l'ARIA Top 50. En août 2013, Shooting Stars réintègre l'ARIA Singles Chart, atteignant la 44e place du top 50. En 2017, le morceau Shooting Stars se popularise de nouveau après avoir été utilisé dans un mème Internet mettant en scène des personnes et animaux tombant dans des décors spatiaux surréalistes. La popularité renouvelée de la chanson est depuis reconnue par le groupe lui-même.

## Discographie

### Albums studio
- 2010 : Bag Raiders (Modular Records)[2]
- 2019 : Horizons

### EP
- 2009 : The Bag Raiders EP (Bang Gang)
- 2009 : Fun Punch EP (Bang Gang, Modular Recordings)
- 2009 : Turbo Love! (Bang Gang)
- 2009 : Turbo Love Remixes (Bang Gang)
- 2009 : Big Fun (Fool's Gold Records)
- 2014 : Nairobi (Club Mod/Modular Recordings)
- 2015 : Waterfalls (Modular Recordings)
- 2015 : Friend Inside (Modular Recordings)
- 2016 : Checkmate (Universal Music Group)

### Singles
- 2009 : Shooting Stars (Modular Recordings)
- 2010 : Way Back Home (Modular Recordings)
- 2011 : Sunlight (Modular Recordings)
- 2011 : Not Over (Modular Recordings)

### Remixes
- Lost Valentinos – CCTV (Bag Raiders Vs Van She Tech Remix, 2007)
- Lost Valentinos – Kafka! (Bag Raiders What Y'All Kno' Bout Seven Remix, 2007)
- Muscles – One Inch Badge Pin (Bag Raiders Remix, 2007)
- Kid Sister – Pro Nails (Bag Raiders Remix, 2007)
- K.I.M. – B.T.T.T.T.R.Y. (Bag Raiders Remix, 2007) musiques de Grand Theft Auto IV[3]
- Bag Raiders – Fun Punch (Bag Raiders Remix, 2008)
- Cut Copy – Far Away (Bag Raiders Remix, 2008)
- Galvatrons – When We Were Kids (Bag Raiders Remix, 2008)
- Headman – Catch Me If U Can (Bag Raiders Remix, 2008)
- Midnight Juggernauts – Twenty Thousand Leagues (Bag Raiders Remix, 2008)
- Super Mal – Bigger than Big (Bag Raiders Remix, 2008)
- ZZZ – Lion (Bag Raiders Remix, 2008)
- Monarchy - I Won't Let Go (Bag Raiders Remix, 2011)
- The Ting Tings – Silence (Bag Raiders Remix, 2012)
- Banks – Beggin for Thread (Bag Raiders Remix, 2015)

## Récompenses et nominations

### ARIA Awards
- 2011 : Bag Raiders, catégorie meilleur album dance[5] : nommé

### APRA Awards
- 2012 : Sunlight (Jack Glass, Christopher Stracey), catégorie meilleur morceau dance de l'année[4] : nommé